# Johann Karl Wilhelm Alt
Johann Karl Wilhelm Alt (* 1. Oktober 1797 in Hoyerswerda; † 22./23. Dezember 1869 in Hamburg) war ein deutscher evangelischer Theologe.

## Leben

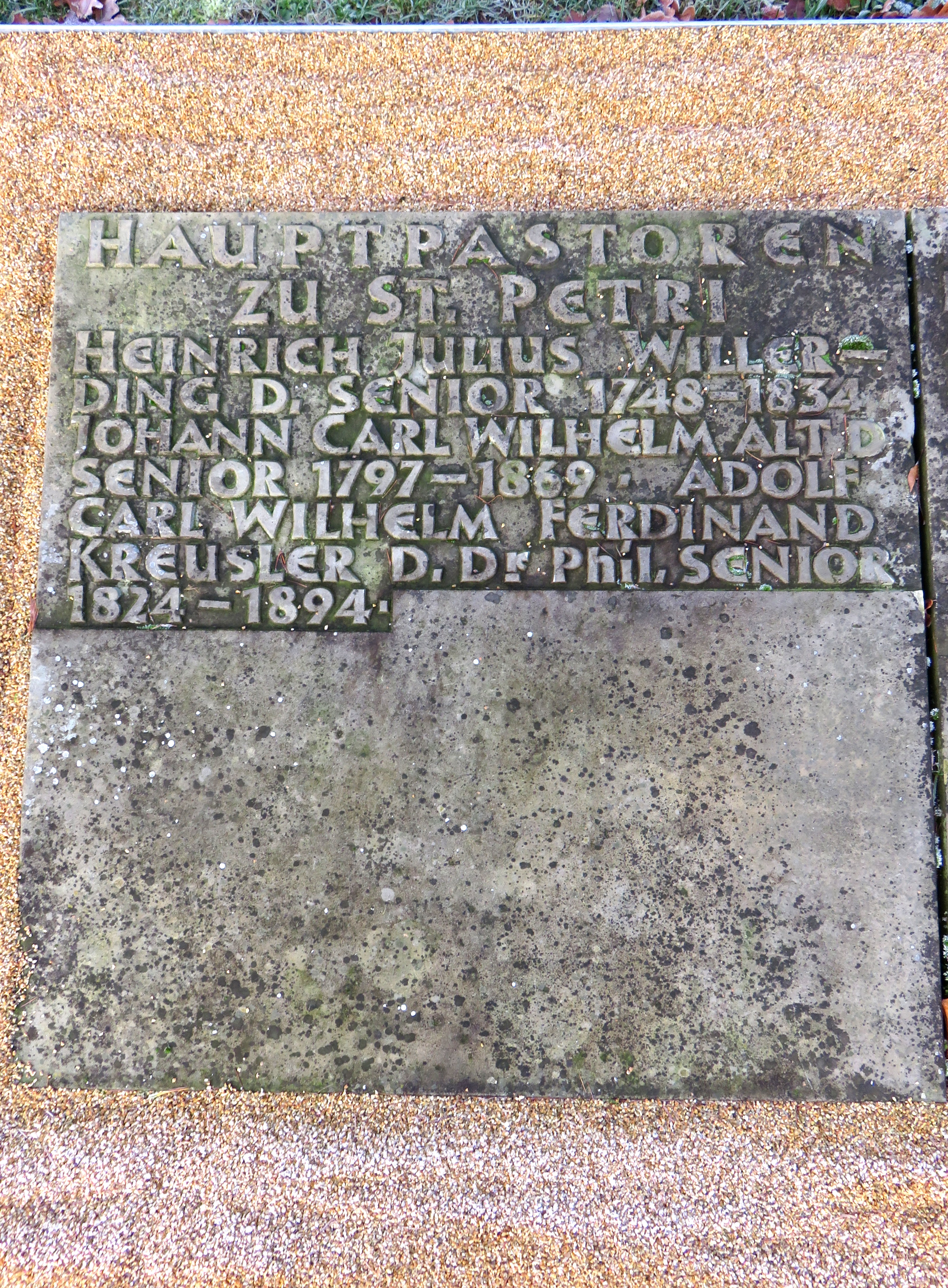
„Johann Carl Wilhelm Alt D. Senior“, Doppelsammelgrabplatte Hauptpastoren zu St. Petri / Pastoren zu St. Petri, Friedhof Ohlsdorf

Als Sohn des Chirurgen Johann Georg Valentin Alt und dessen Frau wurde Johann Karl Wilhelm Alt am 1. Oktober 1797 in Hoyerswerda geboren. Seit 1810 hielt er sich in Schulpforte auf. Die Universität Leipzig bezog er 1814 zum Studium der Evangelischen Theologie, seit 1817 die Universität Halle. Im Herbst dieses Jahres absolvierte er sein theologisches Examen und wirkte in der folgenden Zeit als Hauslehrer einer adligen Familie. Unter August Neander setzte er ab 1819 in Merseburg seine Ausbildung zum Prediger fort. Dort stand er außerdem einer Mädchenschule vor.
Alt wurde 1821 zum Doktor der Philosophie promoviert. Zwei Jahre später ging er nach Eisleben und wurde Diaconus und wirkte seit 1829 schließlich als Pastor. Als Hauptpastor wurde er am 24. Mai 1835 an die Hauptkirche Sankt Petri zu Hamburg berufen. Im folgenden Jahr erhielt er außerdem den Grad eines Doktors der Theologie. Im hamburgischen Ministerium war er ferner seit dem 5. März 1860 Senior. In der Nacht vom 22. auf den 23. Dezember 1869 verstarb Alt, 72 Jahre alt.
Er hinterließ zwei Söhne, einer wurde Arzt, der andere Jurist.
Karl Rudolf Wilhelm Klose lobte Alt als rechtschaffenen und redlichen Theologen und rechnete ihn dem Rationalismus zu. Besonders aber beschäftigte er sich auch mit den orientalischen Sprachen, war aber kein bedeutender Prediger, vielmehr ein nüchterner, während seine Kasualreden ihm besser gelangen. Er übersetzte außerdem das Neue Testament. Dabei verwendete er neuartige Ausdrücke, weshalb die Übersetzung nicht gut wahrgenommen wurde. Andererseits unterstützte Alt junge Männer.
An Johann Karl Wilhelm Alt wird auf der Doppelsammelgrabplatte Hauptpastoren zu St. Petri / Pastoren zu St. Petri des Althamburgischen Gedächtnisfriedhofs, Friedhof Ohlsdorf, erinnert.

## Werke
- 14 Jahrbände seiner Predigten von 1835 bis 1848, wobei er jedes Jahr vier Predigten auf diese Weise herausgab
- eine vierbändige Übersetzung des neuen Testament von 1837 bis 1839
- Andeutungen aus dem Gebiete der geistlichen Beredsamkeit (zwei Teile, Leipzig 1833 bis 1835)